# Rosmarinato sintasi
La rosmarinato sintasi è un enzima appartenente alla classe delle transferasi, che catalizza la seguente reazione:
caffeoil-CoA + 3-(3,4-diidrossifenil)lattato ⇄ CoA + rosmarinato
L'enzima è coinvolto insieme alla idrossifenilpiruvato reduttasi (numero EC 1.1.1.237) nella biosintesi dell'acido  rosmarinico.